# Piplya Mandi
Piplya Mandi là một thị xã và là một nagar panchayat của quận Mandsaur thuộc bang Madhya Pradesh, Ấn Độ.

## Nhân khẩu
Theo điều tra dân số năm 2001 của Ấn Độ, Piplya Mandi có dân số 13.703 người. Phái nam chiếm 51% tổng số dân và phái nữ chiếm 49%. Piplya Mandi có tỷ lệ 70% biết đọc biết viết, cao hơn tỷ lệ trung bình toàn quốc là 59,5%: tỷ lệ cho phái nam là 78%, và tỷ lệ cho phái nữ là 61%. Tại Piplya Mandi, 15% dân số nhỏ hơn 6 tuổi.